# Chavarriella trianteris
Chavarriella trianteris är en fjärilsart som beskrevs av Louis Beethoven Prout 1932. Chavarriella trianteris ingår i släktet Chavarriella och familjen mätare. Inga underarter finns listade i Catalogue of Life.